# 别斯库德尼科沃区
别斯库德尼科沃区（俄語：Бескудниковский район）是莫斯科北行政区的一区，面积3.30平方公里，人口79,896人。在其区域内分布着亚赫罗马站、环形线站、上利霍博雷站和谢利格尔站。